# ستيفن كابس
ستيفن كابس (بالإنجليزية: Stephen Kappes)‏ هو ضابط أمريكي، ولد في 22 أغسطس 1951 في سينسيناتي في الولايات المتحدة.